# Publio Postumio Tuberto
Publio Postumio Tuberto  fue un político y militar romano del siglo VI a. C. perteneciente a la gens Postumia.

## Familia
Tuberto fue miembro de los Postumios Albinos, el más antiguo miembro conocido de esta familia patricia de la gens Postumia. Fue padre de Aulo Postumio Albo Regilense, el vencedor de la batalla del Lago Regilo.

## Carrera pública
Obtuvo el consulado en el año 505 a. C. y se le encargó, con su colega, la guerra contra los sabinos, sobre los que obtuvo un triunfo. Siendo cónsul por segunda vez, en el año 503 a. C., luchó contra los latinos de Pomecia y Cora. En el año 493 a. C. fue uno de los diez embajadores enviados por el Senado al monte Sacro durante la secesión plebeya. A su muerte, Tuberto tuvo el privilegio de ser enterrado dentro de la ciudad por sus virtudes.